# Campionati italiani estivi di nuoto 1988
I Campionati italiani estivi di nuoto 1988 si sono svolti a Metanopoli dal 10 al 13 agosto 1988, nella piscina del Centro Sportivo SNAM. È stata utilizzata la vasca da 50 metri.

## Podi

### Uomini
| Evento               | Oro                                                                                               | Tempo   | Argento | Tempo | Bronzo | Tempo |
| Stile libero         |                                                                                                   |         |         |       |        |       |
| 50 m                 | Giovanni Franceschi                                                                               | 23"42   |         | -     |        | -     |
| 100 m                | Roberto Gleria                                                                                    | 51"27   |         | -     |        | -     |
| 200 m                | Giorgio Lamberti                                                                                  | 1'48"46 |         | -     |        | -     |
| 400 m                | Giorgio Lamberti                                                                                  | 3'50"58 |         | -     |        | -     |
| Dorso                |                                                                                                   |         |         |       |        |       |
| 100 m                | Valerio Giambalvo                                                                                 | 57"41   |         | -     |        | -     |
| 200 m                | Stefano Battistelli                                                                               | 2'01"50 |         | -     |        | -     |
| Rana                 |                                                                                                   |         |         |       |        |       |
| 100 m                | Gianni Minervini                                                                                  | 1'03"74 |         | -     |        | -     |
| 200 m                | Marco Del Prete                                                                                   | 2'19"67 |         | -     |        | -     |
| Farfalla             |                                                                                                   |         |         |       |        |       |
| 100 m                | Valerio Giambalvo                                                                                 | 55"23   |         | -     |        | -     |
| 200 m                | Marco Pozzoni                                                                                     | 2'02"68 |         | -     |        | -     |
| Misti                |                                                                                                   |         |         |       |        |       |
| 200 m                | Luca Sacchi                                                                                       | 2'05"76 |         | -     |        | -     |
| 400 m                | Luca Sacchi                                                                                       | 4'22"99 |         | -     |        | -     |
| Staffette            |                                                                                                   |         |         |       |        |       |
| 4x100 m stile libero | Leonessa Telemarket Brescia Fabrizio Rampazzo Giorgio Lamberti Leonardo Michelotti Roberto Gleria | 3'25"10 |         | -     |        | -     |
| 4x200 m stile libero | Leonessa Telemarket Brescia Roberto Gleria Leonardo Michelotti Giorgio Lamberti Fabrizio Rampazzo | 7'23"28 |         | -     |        | -     |

### Donne
| Evento               | Oro                                                                                   | Tempo   | Argento | Tempo | Bronzo | Tempo |
| Stile libero         |                                                                                       |         |         |       |        |       |
| 50 m                 | Silvia Persi                                                                          | 26"85   |         | -     |        | -     |
| 100 m                | Silvia Persi                                                                          | 57"72   |         | -     |        | -     |
| 200 m                | Silvia Persi                                                                          | 2'02"59 |         | -     |        | -     |
| 400 m                | Manuela Melchiorri                                                                    | 4'14"98 |         | -     |        | -     |
| 800 m                | Manuela Melchiorri                                                                    | 8'42"79 |         | -     |        | -     |
| Dorso                |                                                                                       |         |         |       |        |       |
| 100 m                | Manuela Carosi                                                                        | 1'03"79 |         | -     |        | -     |
| 200 m                | Lorenza Vigarani                                                                      | 2'15"57 |         | -     |        | -     |
| Rana                 |                                                                                       |         |         |       |        |       |
| 100 m                | Manuela Dalla Valle                                                                   | 1'10"54 |         | -     |        | -     |
| 200 m                | Manuela Dalla Valle                                                                   | 2'31"01 |         | -     |        | -     |
| Farfalla             |                                                                                       |         |         |       |        |       |
| 100 m                | Emanuela Viola                                                                        | 1'01"72 |         | -     |        | -     |
| Misti                |                                                                                       |         |         |       |        |       |
| 200 m                | Manuela Dalla Valle                                                                   | 2'18"51 |         | -     |        | -     |
| 400 m                | Roberta Felotti                                                                       | 4'52"84 |         | -     |        | -     |
| Staffette            |                                                                                       |         |         |       |        |       |
| 4x100 m stile libero | Libertas Safa Torino Nadia Pautasso Ilaria Sciorelli Lucia Vigliano Emanuela Viola    | 3'54"42 |         | -     |        | -     |
| 4x200 m stile libero | Roma Nuoto Manuela Carosi Manila Cavero Laura Belotti Silvia Persi                    | 8'28"85 |         | -     |        | -     |
| 4x100 m stile misti  | Libertas Safa Torino Laura Savarino Alessandra Zambruno Emanuela Viola Nadia Pautasso | 4'21"54 |         | -     |        | -     |